# رود غريفين (لاعب دوري الرغبي)
رود غريفين (بالإنجليزية: Rod Griffin)‏ هو لاعب دوري الرغبي أسترالي، ولد في 5 يناير 1987 في بابوا غينيا الجديدة.